# Hymnarium

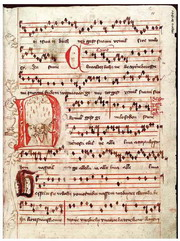
Jistebnice hymn book (Jistebnický kancionál), een Tsjechisch hymnarium van omstreeks 1430

Een hymnarium, ook wel hymnale genoemd, is een christelijke liturgisch boek dat hymnen bevat en een vast deel uitmaakt van de liturgie. Hymnen zijn lofzangen en in christelijke context gericht aan God, Jezus of een heilige. Hymnaria komen voor als handschriften uit de middeleeuwen en als gedrukte boeken. Dankzij de ontwikkeling van de boekdrukkunst in de 16e eeuw werden hymnaria sterk verspreid binnen de verschillende protestantse kerken in West- en Centraal Europa tijdens de reformatie en waren ze belangrijk in de nieuwe cultus.

## Hymne
Een hymne is een poëtische tekst, metrisch opgebouwd, die wordt gezongen op een syllabische melodie. In de oudere hymnaria vindt men de meest verscheidene versvoeten terug, maar de meeste hymnen worden in twee metra geschreven, de jambische dimeter met vier verzen van ongeveer gelijke lengte of als saffische strofe. Volgens de studie van Stäblein zou ongeveer twee derde van het repertorium geschreven zijn in de jambische dimeter, de saffische strofe was de meest gebruikte vorm in middeleeuwse hymnen. Vanwege de metrische aard van de hymne is het gemakkelijk dezelfde teksten op verschillende melodieën te plaatsen en omgekeerd: verschillende teksten op dezelfde melodieën. Het gevolg hiervan is dat hymnen niet altijd volledig worden uitgeschreven, maar dat enkel de melodie voor het eerste vers wordt genoteerd. Dit is immers hetzelfde voor de volgende verzen.

## Vorm en inhoud
Hymnaria zijn niet noodzakelijk aparte boeken, heel dikwijls werden de hymnen die nodig zijn voor het koorgebed in het brevier of in het psalter of een ander boek gebruikt bij het officie gegroepeerd en vormden ze een hymnarium binnen het andere boek, meestal zonder enige vorm van melodische notatie. In de oudere hymnaria werd de melodie niet genoteerd en bevatte het hymnarium dus uitsluitend de teksten van de hymnen. Muzieknotatie op een notenbalk, zoals we ze vandaag kennen, ontstond trouwens pas in de 11e eeuw, de ontwikkeling ervan wordt toegeschreven aan Guido van Arezzo (991-1033). Voordien gebruikte men het Neumenschrift, maar ook dat werd pas gebruikt vanaf de negende eeuw. De eerste hymnaria waren dus zuivere tekstboeken. Het eerste hymnarium met melodische notatie voor een aantal van de teksten, is het Hymnarium van de Abdij Saint-Pierre van Moissac, van het einde van de tiende eeuw, maar het is nog beperkt tot een notatie in diastematische neumen. Het eerste hymnarium met een melodische notering bij middel van lettersymbolen is het Kempten-hymnarium dat ook omstreeks het jaar 1000 werd geschreven.

## Geschiedenis
Het zingen van hymnen is een van de vroegst gedocumenteerde muzikale handelingen in de geschiedenis van de christelijke kerk. De H. Augustinus schreef al over hymnen waarvan de H. Ambrosius het zingen tijdens de lange nachtelijke vigilies aanbeval. Oorspronkelijk werd de term 'hymnarium' gebruikt om gezangen ter ere van God te benoemen, waarvan de teksten niet afkomstig waren van de psalmteksten.
De hymnen werden veelal geschreven voor een specifiek thema of een feestdag. Hierbij kan men denken aan Pasen of Kerstmis, maar ook een hymne voor Moeder Maria. In de oudste hymnaria vindt men vooral hymnen voor de normale week- en zondagen, het zogenaamde tijdeigen. In de achtste en negende eeuw ontstaan de hymnen voor het eigene der heiligen. In de geschiedenis van het hymnarium spreekt men over een “hymnarium type I”, dat in Milaan ontstond en gebruikt werd tot de achtste eeuw. Dan werd het stilaan vervangen door het Gallische type of het “hymnarium type II”. In de tweede helft van de negende eeuw ontwikkelde zich het “nieuwe hymnarium” waarop alle volgende versies gebaseerd zijn, tot de moderne toe. Maar men kan weinig zinvols zeggen over de muzikale evolutie in deze periode gezien de eerste hymnaria met een notatie van de melodie pas in de elfde eeuw ontstaan.
Voor het Concilie van Trente (1545-1563) kon elke bisschop het koorgebed opstellen of aanpassen voor zijn eigen diocees en dit werd ook bijna overal gedaan, elke kloosterorde en elk bisdom had zijn eigen officie. Ook voor de hymen ontstonden op die manier verschillende lokale versies, zowel wat tekst als wat melodie betreft, waarvan de handschriften en hymnaria van voor het verplicht worden van het ‘Breviarium ad usum Romanum’ de bewaarplaats en schatkamer zijn. Waar een standaard hymnarium 80 tot 100 hymnen bevat, vindt men in deze ‘lokale’ hymnaria met hymnen voor plaatselijke heiligen en plaatselijke feestdagen dikwijls tweemaal zoveel hymnen aan. Ondanks het feit dat men de hymne al sinds het begin van het christendom kent, dateert de oudste gevonden hymnarium, de Liber Hymnorum geschreven door de theoloog Hilarius van Poitiers, uit de vierde eeuw.